# Yayo Herrero

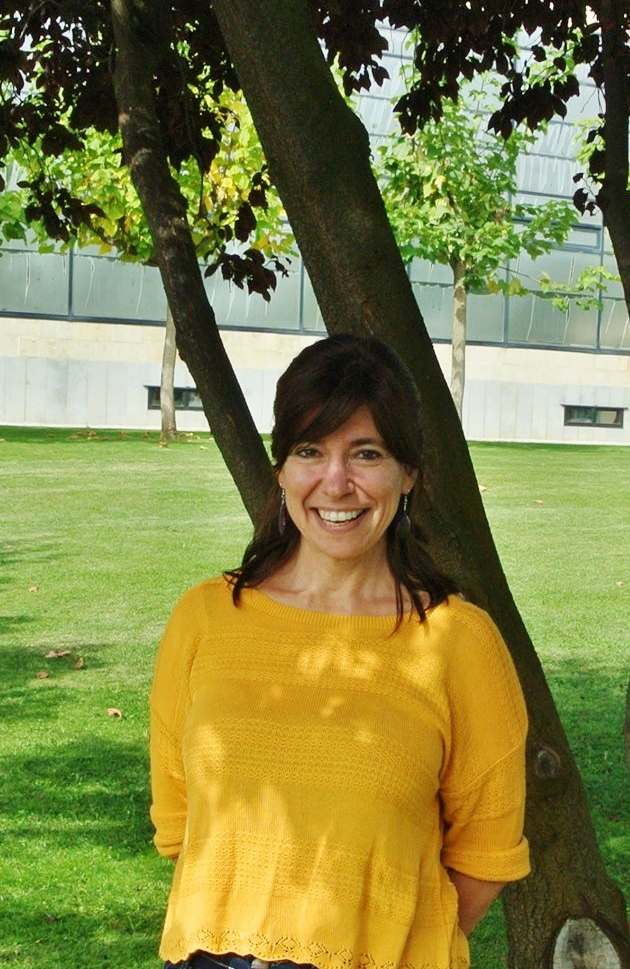
Yayo Herrero

Yayo Herrero López (* 1965 in Madrid) ist eine spanische Sozialanthropologin, Ingenieurin, Professorin und Ökofeministin. Sie ist aktuell eine der einflussreichsten Forscherinnen des Ökofeminismus und Ökosozialismus in Europa.

## Leben
Yayo Herrero verfügt über einen Studienabschluss in Sozial- und Kulturanthropologie, Agrartechnik, Sozialwissenschaften und zusätzlich über einen MAS in Erziehungswissenschaften. Sie war staatliche Koordinatorin von Ecologistas en Acción, einer spanischen Grassroots-Verbindung von rund 300 ökologischen Gruppierungen, die am 9. Dezember 1998 gegründet wurde. Zudem hat sie bereits an zahlreichen sozialen Aktionen für Menschenrechte und mehr Nachhaltigkeit teilgenommen.
Zurzeit ist sie als Professorin an der Universidad Nacional de Educación a Distancia angestellt, der einzigen staatlichen Universität Spaniens, die Fernstudiengänge anbietet und sie besetzt das Amt der Generaldirektorin der Nichtregierungsorganisation FUHEM. Yayo Herrero arbeitet regelmäßig mit Medien zusammen, wie z. B. der spanischen Online-Zeitung eldiario.es.

## Arbeit
Herreros Forschungen fokussieren auf die derzeitige ökologische Krise, abgeleitet aus dem expandierenden kapitalistischen Produktionsmodell. Sie argumentiert in ihrer Arbeit, dass der Kapitalismus ohne Wirtschaftswachstum nicht denkbar sei, in unserer physischen Welt die Ressourcen jedoch begrenzt seien und somit ein Wachstum nicht endlos ausgeweitet werden könne. Des Weiteren betont sie, dass in einem Wirtschaftsmodell, welches einzig auf Gewinn ausgerichtet ist, die Zahl der als überflüssig deklarierten Jobs weiter zunehmen und die geleistete Arbeit im Landwirtschaftssektor und der Reproduktionssphäre kaum noch mit einer angemessenen Entlohnung und staatlichen Subventionen bedacht werden wird.
Als einzige Lösung sieht sie deshalb die Transformation hin zu einem alternativen Wirtschaftsmodell, das die Inklusion aller Menschen im Sinn hat und sich ganz an der Kapazität nachwachsender Rohstoffe orientiert.

### Publikationen
- Decrecimiento y mujeres. Cuidar: Una práctica política anticapitalista y antipatriarcal. In: Decrecimientos, 2010.
- Menos para vivir mejor: reflexiones sobre el necesario decrecimiento de la presión sobre los sistemas naturales. In: El Ecologista, 2010.
- ¿Dominio o cuidado de la tierra? In: Éxodo, 2011.
- Golpe de estado en la biosfera: los ecosistemas al servicio del capital. In: Investigaciones feministas: papeles de estudios de mujeres, feministas y de género, 2011.
- Miradas ecofeministas para transitar a un mundo justo y sostenible. In: Revista de economía crítica, 2013.
- Por una recuperación de la condición humana en un planeta con límites. In: Documentación social, 2013.
- Apuntes introductorios sobre el Ecofeminismo. In: Boletín del Centro de Documentación Hegoa, 2015.
- Ecologismo: una cuestión de límites. In: Encrucijadas. Revista Crítica de Ciencias Sociales, 2016.
- La gran encrucijada. Sobre la crisis ecosocial y el cambio de ciclo histórico. In: Libros en Acción, 2016.